# Nepeta botschantzevii
Nepeta botschantzevii là một loài thực vật có hoa trong họ Hoa môi. Loài này được Czern. mô tả khoa học đầu tiên năm 1977.